# Fasang Árpád (karnagy)
Fasang Árpád (Krakkó, 1912. június 30. – Budapest, 2001. március 12.) karnagy, kórusvezető, zeneszerző, zenepedagógus, szakközépiskolai igazgató, ifj. Fasang Árpád apja.

## Életútja
1932 és 1938 között a Liszt Ferenc Zeneművészeti Főiskola zeneszerzés szakán Siklós Albertnél tanult. 1939-ben énektanár és karvezető képesítést szerzett Ádám Jenő növendékeként. 1931–1941 között népiskolában tanított Orosházán. 1941–1950 között a szarvasi, 1950-től 53-ig a soproni tanítóképző intézetben tanított. 1948-ban Pászti Miklóssal közösen megalakította az OKISZ Erkel Ferenc Vegyeskart. 1953–54-ben a győri Zeneművészeti Szakközépiskola igazgatója volt. 1954-55 között a Népművelési Minisztérium osztályvezetője, majd 1955–58 között a zenei főosztályt vezette. 1958-tól 1972-ig a budapesti Zeneművészeti Szakközépiskola igazgatója volt. 1959 és 1963 között az ELTE-n adott elő. Kórusvezetőként 1934–38 között Orosházán, 1958–69 között Csepelen tevékenykedett.
Nevét ma zeneiskola viseli Csepelen, lásd: 70 éves a Fasang Árpád Zeneiskola; Fasang Árpád Zeneiskola Csepeli Zenélő Gyerekek Alapítványa, Bp., 2012.
Családjában számos zenész található: fiai közül Fasang Árpád zongoraművész, Fasang Zoltán fuvolaművész, Fasang János fagottművész, unokája Fassang László (Zoltán fia) orgonaművész.

## Művei
- Jegyzet az ELTE népművelési szak "Zenei kultúra" tárgyához; Tankönyvkiadó, Bp., 1965
- Fasang Árpád–Németh Kálmán–Ugrin Gábor: Ének-zene. Tankönyv. Gimn. 1. oszt.; Tankönyvkiadó, Bp., 1966
- Fasang Árpád–Hegyi József: Karvezetés 5.; Tankönyvkiadó, Bp., 1967
- Fasang Árpád–Németh Kálmán–Ugrin Gábor: Ének-zene. Gimn. 2. oszt.; Tankönyvkiadó, Bp., 1967
- Fasang Árpád–Kovács Lajos: Tanári kézikönyv az ének-zene tanításához a gimn. 1-2. osztályában; Tankönyvkiadó, Bp., 1968
- Fasang Árpád–Németh Kálmán–Ugrin Gábor: Ének-zene; Tankönyvkiadó, Bp., 1971
- Esztétika. Zeneművészeti ismeretek; Tankönyvkiadó, Bp., 1979
- Bartók Béla Békés megyei gyűjtései. 260 népdal; szerk. Fasang Árpád; Megyei Művelődési Központ, Sarkad, 1981 (Békési műhely)

## Díjai, elismerései
- 1953 – Kiváló Tanár
- 1962 – Az Oktatásügy Kiváló Dolgozója
- 1972 – Munka Érdemrend, arany fokozat
- 1976 – Kiváló Népművelő
- 1985 – SZOT-díj